# Malappuram
Malappuram – miasto w Indiach, w stanie Kerala. W 2011 roku liczyło 1 699 060 mieszkańców.
W 2023 roku zostało uznane przez witrynę Insider Monkey za najszybciej rozwijające się gospodarczo miasto świata. 